# ديكاميثونيوم
الديكاميثونيوم  (سينكورين) ( Decamethonium (Syncurine))هو مرخي للعضلات مزيل للاستقطاب قصير المفعول أو عامل حصر عصبي عضلي، ويستخدم في التخدير للحث على الشلل. وهو مشابه للأستيل كولين ويعمل كمنشط جزئي لمستقبل الأسيتيل كولين النيكوتيني.